# Phan Chính Nghị
Phan Chính Nghị (1476 - ?) là đô ngự sử thời Lê sơ, đỗ hoàng giáp năm 1511.

## Thân thế
Phan Chính Nghị sinh năm 1476, là người xã Phan Xá, huyện Nghi Xuân, phủ Đức Quang, nay thuộc xã Xuân Mỹ, huyện Nghi Xuân, tỉnh Hà Tĩnh, Việt Nam. Không rõ năm mất của ông.

## Sự nghiệp
Ông đậu Tiến sỹ(Hoàng giáp) khoa Tân Mùi đời vu Lê Tương Dực, niên hiệu Hồng Thuận thứ 3 (1511) năm 36 tuổi. Ông làm quan đến chức đô ngự sử và đã có nhiều đóng góp cho nhà Lê sơ. Khi nhà Mạc giành ngôi nhà Lê sơ, ông không chịu theo nhà Mạc và về ở ẩn. Do được nhà Mạc mời làm quan, khi đến xã Bát Tràng, Gia Lâm, Hà Nội, ông đã nhảy sông tự tử.

## Gia đình
Dòng họ ông nhiều đời đỗ đạt và làm quan. Phan Chính Nghị là con của ông Phan Khắc Thậm, chắt của Phan Nhân,năm 1424 theo Lê Lợi đánh Minh trải qua các chức Thẩm hình viện Đồng tri, An tuần phủ sứ Lý  Nhân lộ thời Lê sơ. Phan Nhân là hậu duệ đời thứ 7 của Phan Thủ Lĩnh, Nghệ An trại chủ thời Trần. Phan Chính Nghị có con trai là Phan Thiết Hán, được phong Hoằng Quận công. Phan Kiểu, con Phan Thừa Vị là em họ của Phan Chính Nghị, đậu Hoàng Giáp năm Mậu Tuất- 1538 triều nhà Mạc làm quan đến hiến sát sứ., được phong tước Văn trung bá

## Vinh danh
Triều Lê trung hưng có phong cho Phan Chính Nghị mười đạo sắc, cho lập đền thờ tại quê hương. Năm 2006, Ủy ban nhân dân tỉnh có quyết định xếp hạng di tích lịch sử văn hóa cấp tỉnh nhà thờ và mộ của ông.

## Nhận định
Trong Lịch triều hiến chương loại chí, ở "Nhân vật chí", Phan Huy Chú có viết một mục về ông tại phần "Bề tôi tiết nghĩa". Theo Phan Huy Chú, Phan Chính Nghị được khen là có tiết nghĩa do không theo nhà Mạc.